# Kuckuckswespe

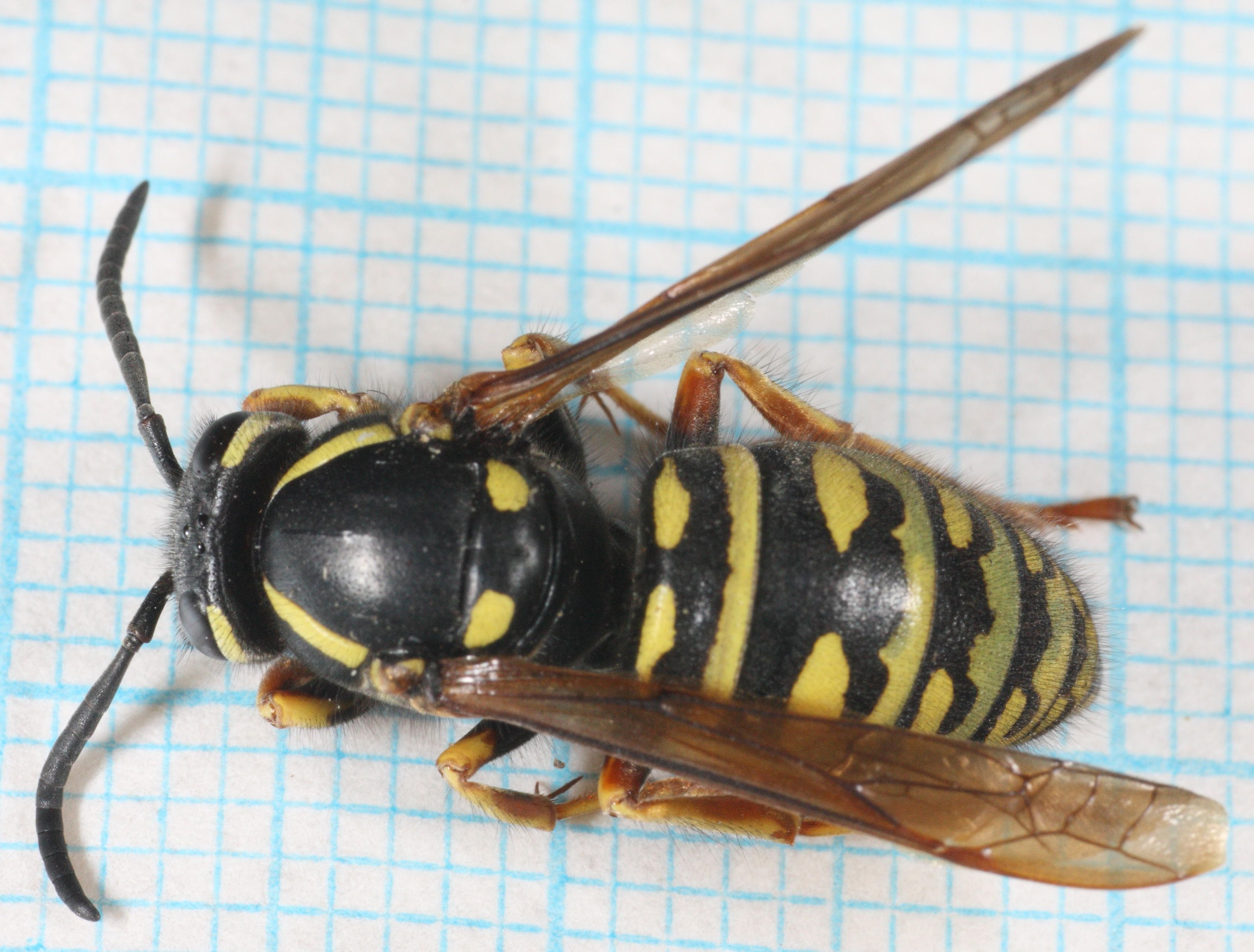
Österreichische Kuckuckswespe

Kuckuckswespen werden jene parasitisch lebenden Faltenwespen genannt, deren Königinnen keine Arbeiterinnen großziehen, sondern das Nest einer anderen Wespe durch Tötung von dessen Königin „übernehmen“ und anschließend von dessen Arbeiterinnen den eigenen Nachwuchs großziehen lassen.

## Lebensweise
Die jeweilige Kuckuckswespen-Art ist immer ein naher Verwandter der parasitierten Art, aus der sie vermutlich hervorgegangen ist. Entsprechendes Verhalten ist unter den sozialen Hautflüglern z. B. auch bei Ameisenarten nachgewiesen. Arten mit entsprechender Lebensweise werden als „Sozialparasiten“ bezeichnet, weil sie nicht an einzelnen Tieren parasitieren (wie echte Parasiten oder Parasitoide), sondern deren Sozialverband für sich ausnutzen. Es handelt sich um einen Spezialfall des Brutparasitismus. Kuckuckswespen kommen nur bei sozialen Wespenarten vor, also bei Echten Wespen und Feldwespen. Auch bei den ebenfalls teilweise sozialen Bienen gibt es Arten mit entsprechender Lebensweise (vgl. Kuckuckshummeln).
Kuckuckswespen als Sozialparasiten unterscheiden sich deshalb in der Lebensweise von den viel zahlreicheren parasitoiden Hautflüglern, wie etwa den Goldwespen (Chrysididae), die nicht näher verwandte Wirtstiere, wie etwa Larven von Schmetterlingen und Käfern, aber auch nicht näher verwandte Hautflügler parasitieren.
So parasitiert etwa die Waldkuckuckswespe (Dolichovespula omissa) die in der gleichen Gattung eingeordnete Waldwespe (Dolichovespula sylvestris) oder die Österreichische Kuckuckswespe (Vespula austriaca) die ebenso nahe verwandte Rote Wespe (Vespula rufa).
Es wird vermutet, dass die Vorstufe zu diesem Verhalten der Diebstahl von erbeuteter Larvennahrung bei Artgenossen oder nahe verwandten Arten ist, wie es etwa bei Grabwespen der Gattung Pemphredon und Psenulus zu beobachten ist.

## Belege
- Kenneth G. Ross, Robert W. Matthews: The Social Biology of Wasps. Cornell University Press 1991, ISBN 0801499062, S. 315 (eingeschränkte Online-Version (Google Books))
- Rolf Witt: Wespen. Beobachten, Bestimmen. Naturbuch-Verlag, Augsburg 1998, ISBN 3-89440-243-1.